# Casa del Medico Nuovo I

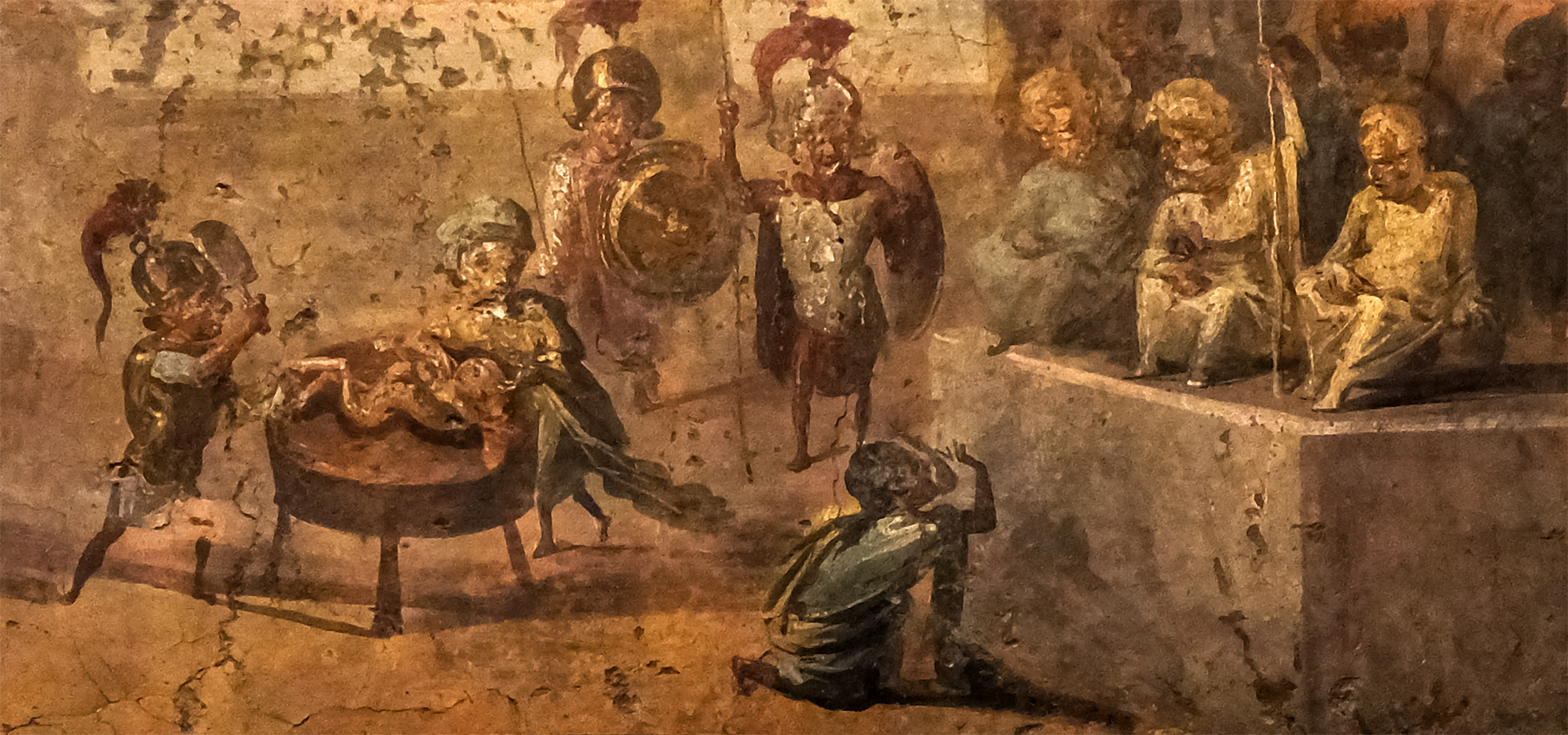
Urteil des Salomon oder Urteil des Bokchoris

Die Casa del Medico Nuovo I (Haus des neuen Arztes I, meist nur Casa del Medico, Haus des Arztes genannt) ist ein Wohnhaus in Pompeji (VIII.5.24), das 1841 und 1882 ausgegraben wurde. Das Haus ist vor allem bekannt wegen einer Darstellung des Urteils des Königs Salomo, die die älteste erhaltene Darstellung der Erzählung des Alten Testamentes sein könnte. Diese und andere Bilder wurden aus der Wand geschnitten und befinden sich heute im Archäologischen Nationalmuseum Neapel. Der Fund gynäkologischer Instrumente gab dem Haus seinen modernen Namen.

## Beschreibung
Das einst zweistöckige Haus wird über die Fauces betreten, von denen man in das Atrium gelangt. Dies war einst ausgemalt. Wegen der frühen Ausgrabungen, die vergleichsweise wenig dokumentiert sind, ist nur wenig davon überliefert. Mit einiger Sicherheit befand sich hier eine Darstellung des Adonis und der Aphrodite. Das Bild ist heute nur noch von einer Skizze her bekannt. Rechts vom Atrium befindet sich das Peristyl des Hauses. Diverse kleinere Räume sind um Atrium und Peristyl angeordnet. An niedrigen Mauern, die die Säulen im Peristyl verbanden, und an den Wänden des Peristyls befanden sich gemalte Szenen (Neapel Inv. 113195, 113196, 113197) mit Nillandschaften und Pygmäen. Die Darstellungen zeigen einen für modernen Geschmack recht derben Humor. Auf einem Fries (Neapel Inv. 113196) sieht man ein Bankett, davor ein Paar beim Geschlechtsverkehr. Ganz links sieht man ein Nilpferd, wie es eine Person verschlingt, zwei weitere Personen versuchen zu helfen. Im Hintergrund sieht man wiederum ein Paar beim Geschlechtsverkehr.
Besondere Beachtung fand früh eine Malerei, die vielleicht das Urteil des Salomon zeigt. Rechts sieht man ein Podium, auf dem drei Männer sitzen. In der Mitte der König mit einem Stab, links und rechts jeweils ein weiterer Mann. Ringsherum stehen Soldaten. Einer von ihnen will ein Kind mit einem Hackmesser zerteilen. Eine Frau steht bei dem Kind, eine andere flehend vor dem König. Schon August Mau fragte sich, ob hier vielleicht das Urteil des Bokchoris dargestellt ist und ob solche Geschichten bei vielen Völkern kursierten. Mau hält das Urteil des Salomon jedoch für am wahrscheinlichsten und weist darauf hin, dass Juden in Pomnpeji bezeugt sind. Andere sind sich unsicher und erwägen beide Optionen. Wenn die Interpretation als Urteil des Salomon richtig ist, dann handelt es sich um die früheste erhaltene Darstellung einer biblischen Szene. Es gibt Belege für die Anwesenheit von Juden in Pompeji. Lawrence Richardson Jr. vermutet, dass Lucius, der einzige namentlich bekannte Maler aus Pompeji, die Fresken ausführte.

## Galerie

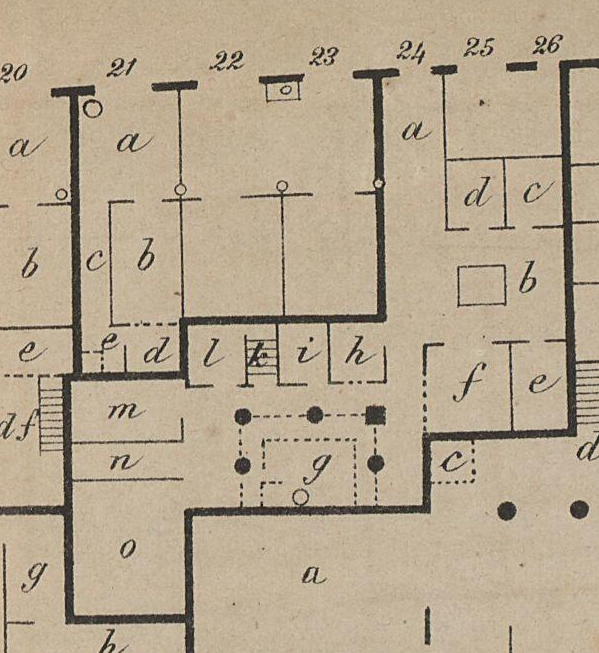
Grundriss des Hauses
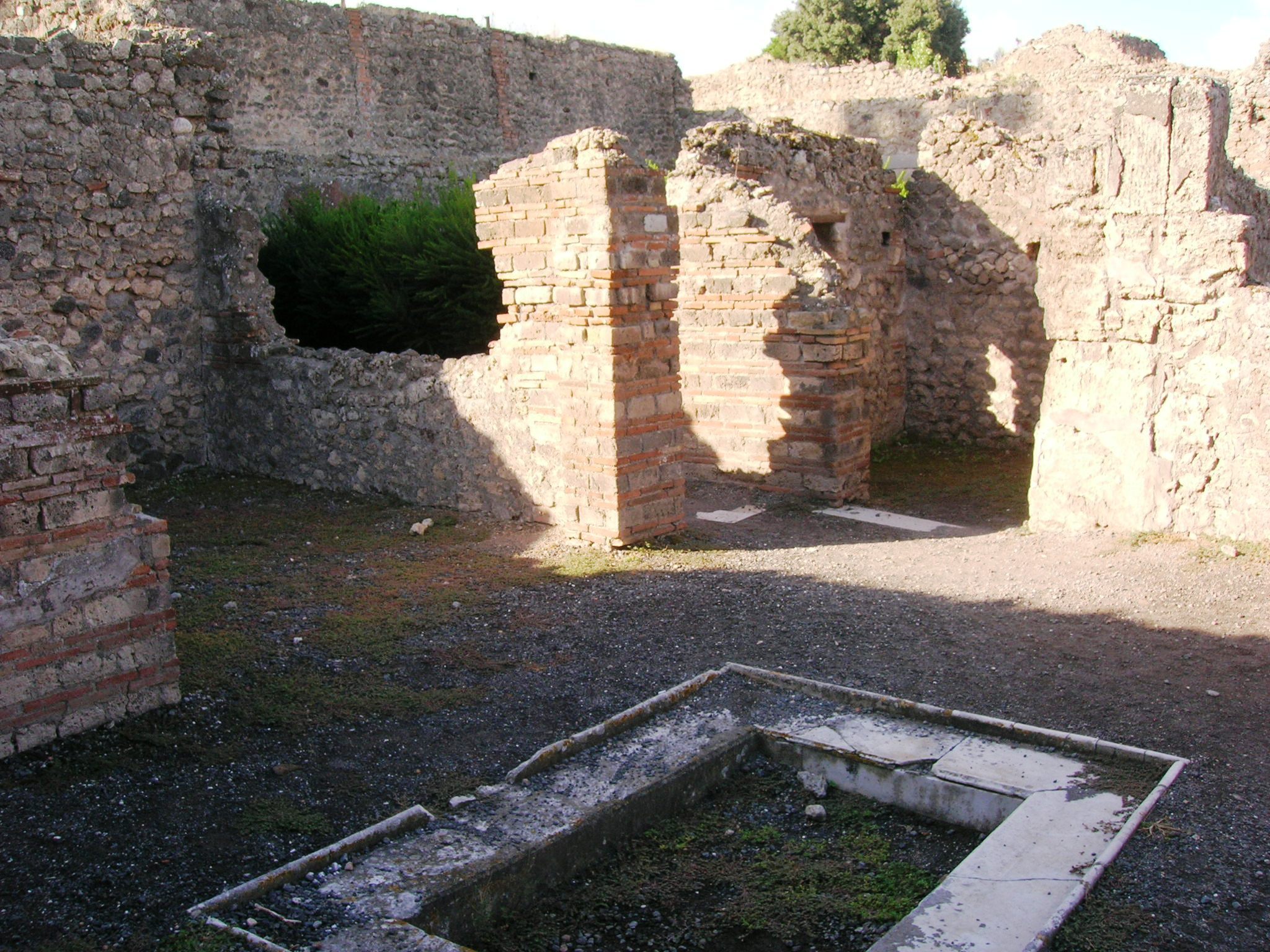
Blick in das Atrium
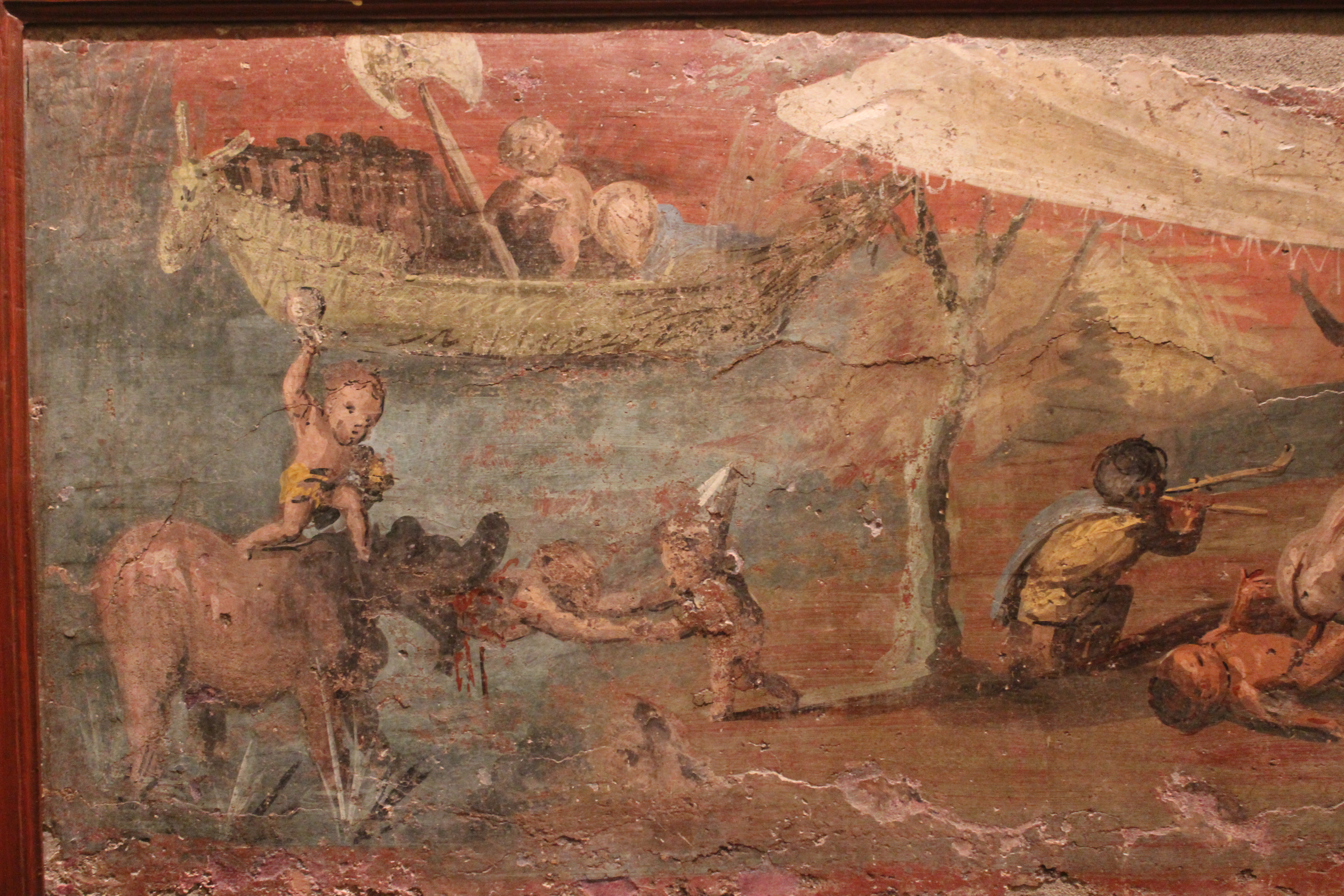
Nillandschaft, Neapel Inv. 113196
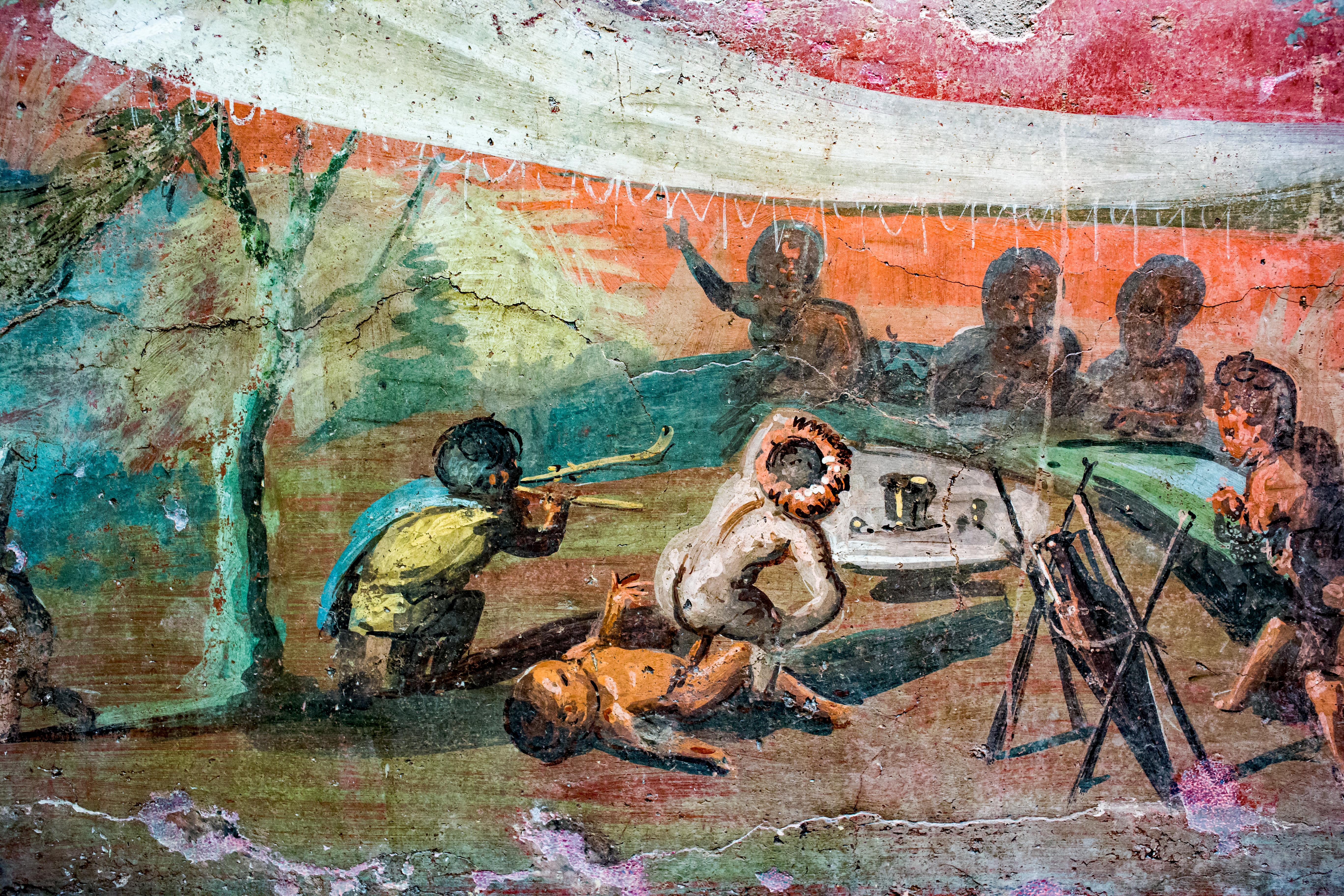
Bankettszene in Nillandschaft (Ausschnitt)
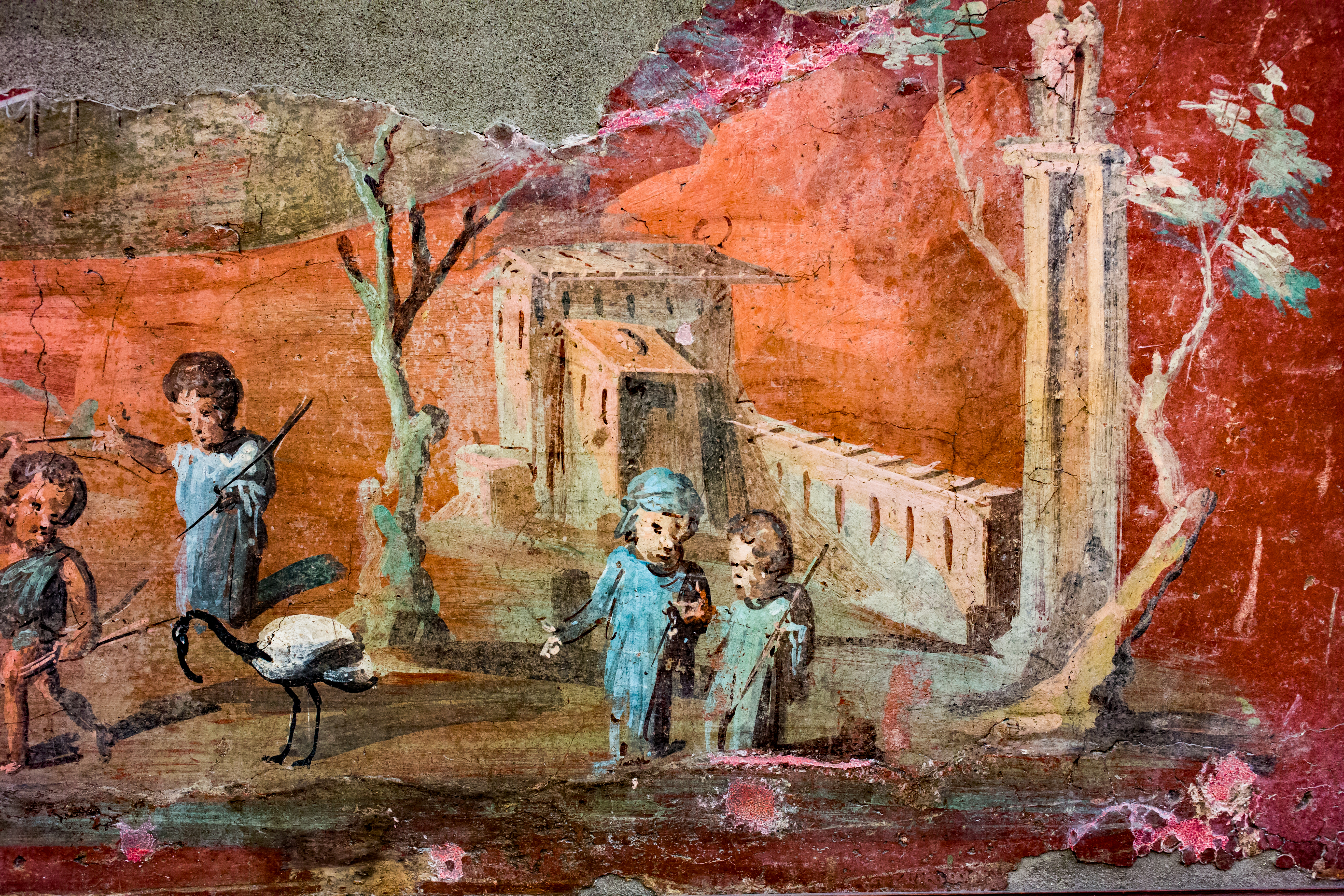
Nillandschaft, Neapel Inv. 113196
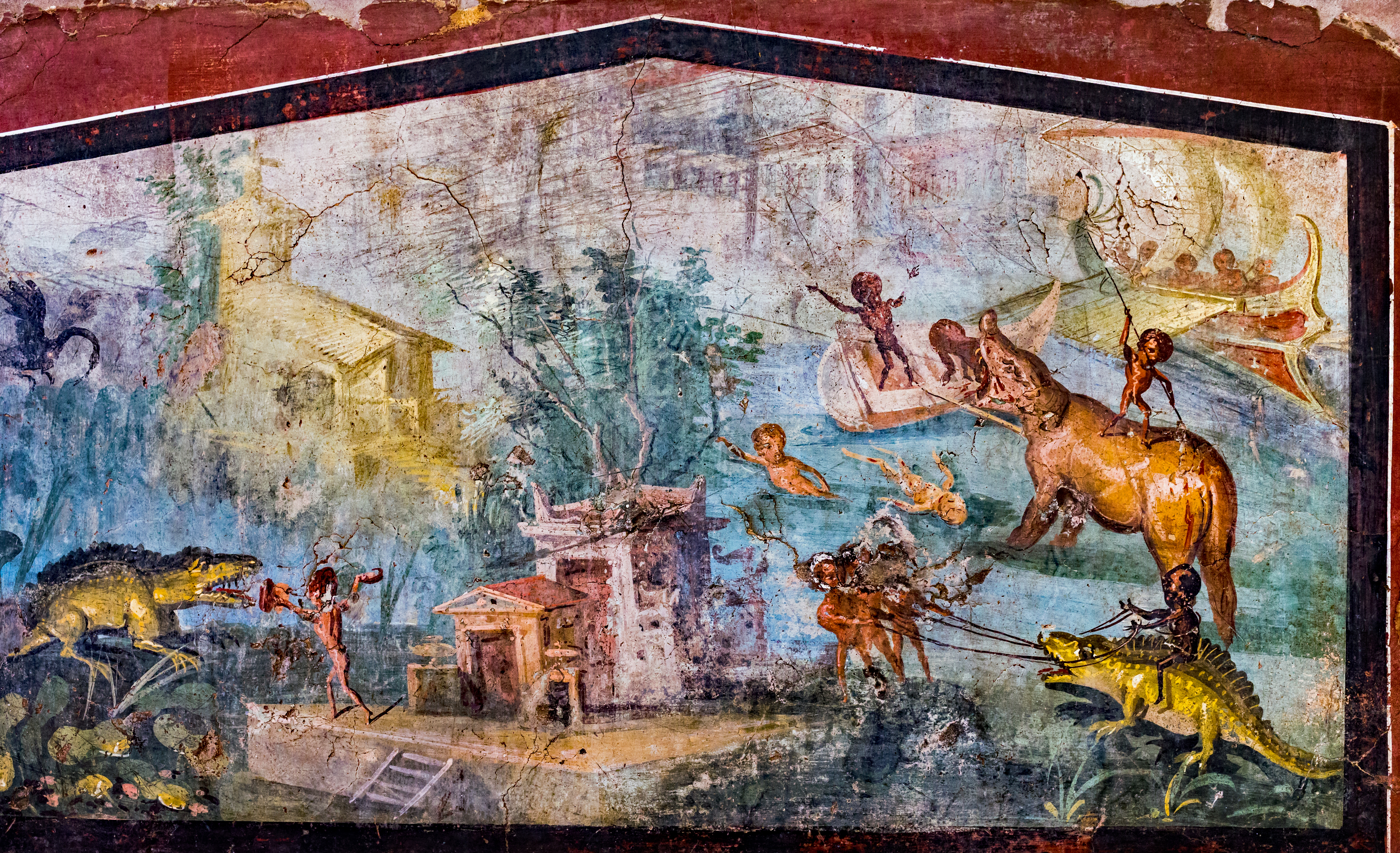
Nillandschaft, Neapel Inv. 113195